# Jason Derülo (album)
Jason Derülo – pierwszy album studyjny piosenkarza Jasona Derülo, wydany w 2010 roku. Utwory utrzymane są w stylu R&B i pop.

## Lista utworów
1. „Whatcha say”
2. „Ridin’ Solo”
3. „In My Head”
4. „The Sky’s the Limit
5. „What If”
6. „Love Hangover”
7. „Encore”
8. „Fallen”
9. „Blind”
10. „Strobelight”

Źródło